# Godihal (T), Shorapur
Godihal (T) là một làng thuộc tehsil Shorapur, huyện Gulbarga, bang Karnataka, Ấn Độ.